# Hilmecke (Schalksmühle)
Hilmecke ist eine Wüstung der Gemeinde Schalksmühle im Märkischen Kreis im Regierungsbezirk Arnsberg in Nordrhein-Westfalen (Deutschland). 

## Lage und Beschreibung
Der Wohnplatz befand sich am Oberlauf des gleichnamigen Bachs Hilmecke nördlich von Hülscheid.
Weitere Nachbarorte auf dem Schalksmühler Gemeindegebiet waren Ramsloh, Haue, Mesewinkel, Berkey, Siepen, Everinghausen,  Altenhülscheid, Dornbusch, Brinkerhof, Schmermbecke, Felde, Spormecke, Davidshöhe und Everinghauserheide.

## Geschichte
Hilmecke gehörte bis zum 19. Jahrhundert der Midder Bauerschaft des Kirchspiels Hülscheid an. Ab 1816 war der Ort Teil der Gemeinde Hülscheid in der Bürgermeisterei Halver im Kreis Altena, 1818 lebten sechs Einwohner im Ort. Der laut der Ortschafts- und Entfernungs-Tabelle des Regierungs-Bezirks Arnsberg unter dem Namen Hilmecke als Kotten kategorisierte Ort besaß 1839 ein Wohnhaus und zwei landwirtschaftliche Gebäude. Zu dieser Zeit lebten fünf Einwohner im Ort, allesamt evangelischen Bekenntnisses.
1844 wurde die Gemeinde Hülscheid mit Hilmecke von dem Amt Halver abgespaltet und dem neu gegründeten Amt Lüdenscheid zugewiesen.
Der Ort ist auf der Preußischen Uraufnahme von 1840 unbeschriftet verzeichnet. Ab der Preußischen Neuaufnahme von 1892 ist der Ort auf Messtischblättern der TK25 als Hilmecke verzeichnet.
Die Gemeinde- und Gutbezirksstatistik der Provinz Westfalen führt 1871 den Ort als Kotten unter dem Namen Hilmecke mit einem Wohnhaus und fünf Einwohnern auf. Das Gemeindelexikon für die Provinz Westfalen gibt 1885 für Hilmecke eine Zahl von vier Einwohnern an, die in einem Wohnhaus lebten. 1895 besitzt der Ort ein Wohnhaus mit acht Einwohnern, 1905 werden ein Wohnhaus und sechs Einwohner angegeben.
1969 wurden die Gemeinden Hülscheid und Schalksmühle zur amtsfreien Großgemeinde (Einheitsgemeinde) Schalksmühle im Kreis Altena zusammengeschlossen und Hilmecke gehört seitdem politisch zu Schalksmühle, das 1975 auf Grund des Sauerland/Paderborn-Gesetzes Teil des neu geschaffenen Märkischen Kreises wurde.
Um die Wende zum 21. Jahrhundert fiel Hilmecke wüst.